# Amenem
Amenem, de son vrai nom Nguema Obame Christopher, né le 23 mai 1990 à  Libreville, est un artiste chanteur et rappeur gabonais. Il est connu notamment pour ses multiples clashs et aussi ses morceaux à succès, notamment Togbe Si.

## Biographie
Amenem est le 23 mai 1990 à Libreville d’une mère béninoise et d’un père gabonais.
En 2010, il signe avec le label ivoirien Boss Playa. En 2016, il cree son propre label dénommé Dynastie. Le label Dynastie d’Amenem a signé en 2020 chez Universal Music Africa sous la participation de Jean Raoul Anyia,.

## Discographie

### Singles
- Ne regarde plus derrière (2014)
- Togbe Si (2015)[7]
- P.E.A (2015)
- Kirikou Matemba (Réponse a tris) (2017)
- Tristement (2017)
- Sorciers (2019)
- Mytho (2020)
- Faut laisser avec Mink’s (2020)